# Перелік атак БпЛА Shahed 136 у 2022 році
У цьому переліку наведені усі задокументовані атаки ударними БпЛА типу Shahed, протягом 2022 року. 
| не зафіксовано руйнувань   |
| руйнування без жертв       |
| руйнування з жертвами      |
| влучання за межами України |

## Перелік

### Вересень
12 вересня було вперше збито в повітряному просторі України БпЛА «Shahed-136», поблизу Куп'янська на Харківщині.17 вересняв інтерв'ю The Wall Street Journal, командир артилерії 92-ї механізованої бригади ЗСУ полковник Родіон Кулагін розповів, що лише в зоні бойових дій 92-ї бригади іранські БпЛА, які зазвичай літають парами, знищили дві 152-мм САУ, дві 122-мм САУ, а також два БТР. 28 вересня начальник об'єднаного координаційного пресцентру ОК «Південь» Наталя Гуменюк повідомила, що, починаючи від 10 вересня, російські війська запустили по півдню України понад 30 дронів-камікадзе. «Ми підрахували, що 22 дрони було збито силами протиповітряної оборони. Тільки 10 влучили, але не всі ці влучання були результативними», — зазначила вона.
У вересні 2022 було зафіксовано щонайменше 38 БПЛА та щонайменше 11 влучань (29%).
| дата       | регіон                | місце             | всього | влучань | влучання                                                                        | жертви                    |
| ---------- | --------------------- | ----------------- | ------ | ------- | ------------------------------------------------------------------------------- | ------------------------- |
| 12.09.2022 | Харківська обл.       | Куп'янськ         | 1      | —       | не встановлено, зафіксовано серійний номер: М214                                | —                         |
| 15.09.2022 | Дніпропетровська обл. | Нікополь          | 1      | —       | не встановлено, зафіксовано серійний номер: М229                                | —                         |
| 20.09.2022 | Миколаївська обл.     | Очаків            | 1      | 1       | інфраструктура порту, зафіксовано серійний номер: М205                          | —                         |
| 22.09.2022 | Миколаївська обл.     | Миколаївська обл. | 4      | —       | Підрозділом 160 ЗРБр було збито одразу чотири БпЛА «Shahed-136»                 | —                         |
| 23.09.2022 | Одеська обл.          | Одеса             | 3      | 2       | 1 збитий, 2 влучили у адмінбудівлю в припортовій зоні                           | 1 загиблий                |
| 23.09.2022 | Миколаївська обл.     | Одеса             | 3      | 3       | інфраструктура порту                                                            | 2 загиблих та 2 поранених |
| 24.09.2022 | Одеська обл.          | порт «Південний»  | 1      | —       | 1 збитий ППО                                                                    | —                         |
| 25.09.2022 | Миколаївська обл.     | Миколаїв          | 1      | —       | 1 збитий ППО                                                                    | —                         |
| 25.09.2022 | Одеська обл.          | Одеса             | 4      | 3       | 1 збитий, 3 удари по адміністративній будівлі, зафіксовано серійний номер: М213 | —                         |
| 26.09.2022 | Одеська обл.          | Одеська обл.      | 6      | 2       | 4 збиті, 2 удари по об'єкту військової інфраструктури                           | —                         |
| 27.09.2022 | Миколаївська обл.     | Миколаївська обл. | 3      | —       | 3 збиті ППО ВМС ЗС України, зафіксовано серійний номер: М245                    | —                         |
| 29.09.2022 | Миколаївська обл.     | Миколаївська обл. | 5      | —       | 3 збиті ППО, 2 не встановлено, жертв та руйнувань не зафіксовано                | —                         |
| 29.09.2022 | Одеська обл.          | Одеська обл.      | 2      | —       | 2 збиті ППО                                                                     | —                         |

### Жовтень
Станом на 6 жовтня російські війська загалом застосували проти України 86 іранських дронів-камікадзе Shahed-136. ЗСУ знищили близько 60% із них, про це на брифінгу розповів заступник начальника Головного оперативного управління Генштабу ЗСУ бригадний генерал Олексій Громов. Станом на 19 жовтня українські військові збили 233 «шахіди» — Зеленський. 26 жовтня Зеленський заявив, що близько 400 іранських дронів вже були використані, 60-70% були збиті.
У жовтні 2022 було зафіксовано щонайменше 213 БпЛА та щонайменше 44 влучання (21%).
- Атака дронів на Київ 17 жовтня 2022 року

| дата       | регіон                | місце                 | всього | влучань | влучання                                                                         | жертви      |
| ---------- | --------------------- | --------------------- | ------ | ------- | -------------------------------------------------------------------------------- | ----------- |
| 02.10.2022 | Миколаївська обл.     | Миколаївська обл.     | 7      | —       | 5 збиті 160 ЗРБР, 2 невідомо, зафіксовано серійні номери: М248, М262, М281       | —           |
| 05.10.2022 | Київська обл.         | Біла Церква           | 12     | 6       | 6 збиті, 6 вдарили по об'єкту військової інфраструктури                          | —           |
| 06.10.2022 | Харківська обл.       | Харків                | 1+     | 1+      | на місці одного з ударів по промисловій інф-рі були виявлені частини БпЛА        | —           |
| 06.10.2022 | Південь України       | Південь України       | 9      | —       | 9 збиті, про це повідомило Повітряне командування «Південь»                      | —           |
| 06.10.2022 | Харківська обл.       | Харківська обл.       | 1      | —       | 1 збитий ППО                                                                     | —           |
| 06.10.2022 | Одеська обл.          | Одеська обл.          | 3      | —       | 3 збиті ППО                                                                      | —           |
| 07.10.2022 | Запорізька обл.       | Запоріжжя             | 1+     | 1+      | перше застосування на території Запоріжжя, пошкоджено об'єкти інфраструктури     | 1 поранений |
| 08.10.2022 | Миколаївська обл.     | Миколаївська обл.     | 1      | —       | 1 збитий ППО                                                                     | —           |
| 09.10.2022 | Одеська обл.          | Одеська обл.          | 1      | —       | 1 збитий ППО                                                                     | —           |
| 09.10.2022 | Полтавська обл.       | Кременчуцький р-н     | —      | —       | помічено невстановлену кількість БпЛА, усі збиті                                 | —           |
| 10.10.2022 | Україна               | Україна               | 24     | 11      | 13 збиті ППО, решта пошкодили різні об'єкти під час ракетного обстрілу 10 жовтня | —           |
| 11.10.2022 | Україна               | Україна               | 15     | <8      | більшість збиті ППО, зафіксовано серійний номер: М228                            | —           |
| 13.10.2022 | Київська обл.         | Макарівський р-н      | 1+     | 1+      | зафіксовано серійний номер: М431                                                 | —           |
| 14.10.2022 | Миколаївська обл.     | Миколаївський р-н     | 7      | 1       | 6 збиті ППО, одне влучання в портову інфраструктуру                              | —           |
| 15.10.2022 | Запорізька обл.       | Запоріжжя             | 1+     | 1+      | підтверджено щонайменше одне влучання по об'єкту інфраструктури                  | —           |
| 17.10.2022 | Київ                  | Київ                  | 28     | 3+      | влучання 3-х дронів у будинок, зафіксовано серійні номери: М293, М294            | 4 загиблих  |
| 19.10.2022 | Україна               | Україна               | 21     | —       | 21 збитий ППО                                                                    | —           |
| 19.10.2022 | Чернігівська обл.     | Чернігів              | 1      | —       | вибухнув, пошкодження не встановлені                                             | 3 поранених |
| 20.10.2022 | Миколаївська обл.     | Миколаїв              | 18     | 4       | 14 збиті ППО, 4 влучили в навчальний заклад                                      | —           |
| 22.10.2022 | Україна               | Україна               | 16     | 5       | 11 збиті ППО, 5 вразили об'єкти інфраструктури                                   | —           |
| 23.10.2022 | Запорізька обл.       | Запорізька обл.       | 1+     | 1+      | влучання у громадську будівлю, зафіксовано серійний номер: М416                  | —           |
| 23.10.2022 | Миколаївська обл.     | Миколаївська обл.     | 14     | —       | 14 збиті ППО                                                                     | —           |
| 25.10.2022 | Миколаївська обл.     | Миколаївська обл.     | 3      | —       | 3 збиті ППО                                                                      | —           |
| 25.10.2022 | Дніпропетровська обл. | Дніпропетровська обл. | 1      | —       | 1 збитий ППО                                                                     | —           |
| 25.10.2022 | Херсонська обл.       | Херсонська обл.       | 2      | —       | 2 збиті ППО                                                                      | —           |
| 27.10.2022 | Київська обл.         | Київська обл.         | 1+     | 1+      | зафіксоване влучання, без жертв                                                  | —           |
| 27.10.2022 | Одеська обл.          | Одеська обл.          | 15     | —       | 19 збиті ППО                                                                     | —           |
| 27.10.2022 | Миколаївська обл.     | Миколаївська обл.     | 3      | —       | 19 збиті ППО                                                                     | —           |
| 27.10.2022 | Вінницька обл.        | Вінницька обл.        | 1      | —       | 19 збиті ППО                                                                     | —           |
| 31.10.2022 | Україна               | Україна               | 4      | —       | було заявлено про 4 збитих БпЛА під час ракетної атаки 31 жовтня                 |             |

### Листопад
У листопаді 2022 було зафіксовано щонайменше 76 БпЛА та щонайменше 12 влучань (16%).
| дата       | регіон                | місце                 | всього | влучань | влучання                                                                          | жертви      |
| ---------- | --------------------- | --------------------- | ------ | ------- | --------------------------------------------------------------------------------- | ----------- |
| 01.11.2022 | Полтавська обл.       | Полтава               | 10+    | 4       | 6 збиті ППО, щонайменше 4 влучання у складське приміщення                         | —           |
| 01.11.2022 | Дніпропетровська обл. | Дніпро                | 7+     | 4       | 3 збиті ППО, 4 влучання у цивільні будівлі                                        | —           |
| 02.11.2022 | Дніпропетровська обл. | Дніпропетровська обл. | 6      | —       | 6 збиті ППО                                                                       | —           |
| 02.11.2022 | Запорізька обл.       | Запорізька обл.       | 1+     | —       | усі збиті ППО                                                                     | —           |
| 02.11.2022 | Дніпропетровська обл. | Кривий Ріг            | 1+     | 1+      | зафіксоване одне влучання в об'єкт критичної інфраструктури                       | —           |
| 03.11.2022 | Дніпропетровська обл. | Дніпропетровська обл. | 6      | —       | зафіксовані БпЛА, без інформації про влучання                                     | —           |
| 03.11.2022 | Запорізька обл.       | Запорізька обл.       | 2      | —       | зафіксовані БпЛА, без інформації про влучання                                     | —           |
| 04.11.2022 | Львівська обл.        | Львівська обл.        | 1      | —       | зафіксовано і збито 1 БпЛА                                                        | —           |
| 04.11.2022 | Дніпропетровська обл. | Дніпропетровська обл. | 8      | —       | усі збиті ППО                                                                     | —           |
| 04.11.2022 | Україна               | Україна               | 11     | —       | усі збиті ППО                                                                     | —           |
| 09.11.2022 | Дніпропетровська обл. | Дніпропетровська обл. | 7+     | 2+      | 5 збиті ППО, зафіксовано декілька влучань                                         | 4 поранених |
| 11.11.2022 | Вінницька обл.        | Вінницька обл.        | 1+     | 1+      | зафіксоване влучання по об'єкту критичної інфраструктури                          | —           |
| 15.11.2022 | Україна               | Україна               | 10     | —       | 10 збиті ППО під час ракетного обстрілу 15 листопада, без інформації про влучання | —           |
| 17.11.2022 | північ України        | північ України        | 5      | —       | 5 збиті ППО, без інформації про влучання                                          | —           |

### Грудень
19 грудня Енергоатом заявив про проліт БпЛА над Південноукраїнською атомною станцією в ніч із неділі на понеділок, закликавши МАГАТЕ не допустити ризиків ядерної загрози з боку Росії.
У грудні 2022 було зафіксовано щонайменше 120 БпЛА та щонайменше 12 влучань (10%).
| дата       | регіон                | місце                 | всього | влучань | влучання                                                             | жертви     |
| ---------- | --------------------- | --------------------- | ------ | ------- | -------------------------------------------------------------------- | ---------- |
| 07.12.2022 | Дніпропетровська обл. | Дніпропетровська обл. | 8      | —       | 8 збиті ППО, без інформації про влучання                             | —          |
| 07.12.2022 | Житомирська обл.      | Житомирська обл.      | 1      | —       | 1 збитий ППО, без інформації про влучання                            | —          |
| 07.12.2022 | Україна               | Україна               | 3      | —       | 3 збиті ППО, без інформації про влучання                             | —          |
| 10.12.2022 | Одеська обл.          | Одеська обл.          | 5      | 5       | 5 влучань у об’єкти енергетичної інфраструктури                      | —          |
| 10.12.2022 | Херсонська обл.       | Херсонська обл.       | 4      | —       | 4 збиті ППО                                                          | —          |
| 10.12.2022 | Миколаївська обл.     | Миколаївська обл.     | 4      | —       | 4 збиті ППО                                                          | —          |
| 10.12.2022 | Одеська обл.          | Одеська обл.          | 2      | —       | 2 збиті ППО                                                          | —          |
| 14.12.2022 | Київ                  | Київ                  | 13     | —       | 13 збиті ППО, зафіксовано серійний номер М529, пошкодження уламками  | —          |
| 19.12.2022 | Київ                  | Київ                  | 23     | 5       | 18 збиті ППО, 5 влучань в об'єкти енергетики та пошкодження уламками | —          |
| 28.12.2022 | Дніпропетровська обл. | Дніпропетровська обл. | 5      | —       | 15 збиті ППО                                                         | —          |
| 28.12.2022 | Миколаївська обл.     | Миколаївська обл.     | 4      | —       | 15 збиті ППО                                                         | —          |
| 28.12.2022 | Запорізька обл.       | Запорізька обл.       | 2      | —       | 15 збиті ППО                                                         | —          |
| 28.12.2022 | Харківська обл.       | Харківська обл.       | 4      | —       | 15 збиті ППО                                                         | —          |
| 29.12.2022 | Харківська обл.       | Харків                | 11     | —       | 11 збиті ППО                                                         | —          |
| 29.12.2022 | Харківська обл.       | Харків                | 2      | 2       | 2 влучання у об‘єкти енергетики, зафіксовано серійний номер М553     | —          |
| 30.12.2022 | Київ                  | Київ                  | 5      | —       | 5 збиті ППО, ураження уламками будівлі                               | —          |
| 30.12.2022 | Київська обл.         | Київська обл.         | 2      | —       | 2 збиті ППО                                                          | —          |
| 30.12.2022 | Запорізька обл.       | Запорізька обл.       | 4      | —       | 4 збиті ППО                                                          | —          |
| 30.12.2022 | Дніпропетровська обл. | Дніпропетровська обл. | 5      | —       | 5 збиті ППО                                                          | —          |
| 31.12.2022 | Україна               | Україна               | 13     | —       | 13 збиті ППО                                                         | 1 загиблий |